# Primitive Man
Primitive Man ist eine US-amerikanische Death-Doom-Band aus Denver, Colorado, die im Jahr 2012 gegründet wurde.

## Geschichte
Die Band wurde im Februar 2012 von dem Gitarristen und Sänger Ethan Lee McCarthy, dem Bassisten Jonathan Campos und dem Schlagzeuger Bennet Kennedy gegründet. Im Oktober 2012 nahm die Gruppe ihr Debütalbum Scorn im Studio Flatline Audio unter der Leitung von Dave Otero (Cephalic Carnage, Cobalt, Catheter) auf. Das Album erschien in Zusammenarbeit mit den Labels Throatruiner Records und Mordgrimm. Nach der Veröffentlichung kam Isidro „Spy“ Soto als neuer Schlagzeuger zur Band. Im Februar 2013 veröffentlichte die Gruppe die EP P//M, die drei Lieder enthielt. Im Juni 2013 unterzeichnete die Gruppe einen Vertrag bei Relapse Records, worüber im Sommer Scorn wiederveröffentlicht wurde. Im Juli und August ging die Gruppe zusammen mit Reproacher auf US-Tournee.

## Stil
Laut Thomas Sonder vom Metal Hammer spiele die Band auf Scorn aggressiven Doom Metal. Lieder wie Antietam würden wie eine Mischung aus Melek-Tha und Esoteric klingen. Markus Endres ordnet für das Internetmagazine Metal.de der Death-Doom-Band hinzukommend Elemente des Sludge und Drone Doom zu. Adrian Wagner von Powermetal.de sieht die Band überwiegend im Bereich des Death Doom aktiv, jedoch mit deutlichen Anleihen aus dem Sludge.

## Diskografie
- 2013: Scorn (Album, Throatruiner Records/Mordgrimm)
- 2013: P//M (EP, Tartarus Records)
- 2014: Primitive Man / Xaphan (Split mit Xaphan, Init Records)
- 2014: Primitive Man / Hexis (Split mit Hexis, Halo of Flies)
- 2015: Home Is Where the Hatred Is (Album, Relapse Records)
- 2017: Caustic (Album, Relapse Records)
- 2020: Immersion (Album, Relapse Records)